# THEフライト 翼の時間
『THE フライト 翼の時間』（ザ・フライト つばさのじかん）は、BSジャパンで制作された航空業界を扱ったドキュメンタリー番組。全13回。

## 放送
BSジャパンで2009年1月9日から4月10日まで全13回に亘り、毎週金曜22:30 - 23:00に放送。2010年1月9日から4月10日まで全13回に亘り、毎週土曜23:30 - 0:00に再放送。
テレビ東京系バラエティ7枠で2009年4月8日にスタート、毎週水曜深夜（木曜未明）0:43 - 1:13に放送。
テレビ愛知で2009年5月26日から6月30日まで、毎週火曜深夜1:58 - 2:28に放送され、同年8月25日・10月5日・10月6日・10月8日・10月12日の各深夜に未放送分を放送。
奈良テレビでも不定期に放送されている。

## コーナー
- 機体の美学
  - 毎回1機種の航空機を綿密に取材し、普段間近に見る事の出来ない部分を取材しその航空機が持つ魅力を最大限に引き出し紹介する。
- 航空職人
  - 普段あまり目にすることのない航空業界の専門的な仕事に就く人に密着する。
- 空港★HANEDA
  - 日本一の利用客数を誇る羽田空港を、貴重な映像を交えつつ徹底解剖する。

## 放送リスト
| 放送日        | 機体の美学                 | 航空職人                    | 空港★HANEDA          |
| ------------- | -------------------------- | --------------------------- | -------------------- |
| 2009年 1月9日 | ANA 777-200                | 航空管制官                  | 羽田空港の歴史       |
| 1月16日       | JAL 767-300                | 運航情報官                  | レーダー室           |
| 1月23日       | ANA 737-800                | パイロット                  | STC                  |
| 1月30日       | NCA 747-400F               | 運送スーパーバイザー        | 給油施設             |
| 2月6日        | JAL ボーイング747-400D     | 航空灯火電気技術課          | 運行情報室           |
| 2月13日       | ANA エアバスA320           | ラインハンドリング          | ハンガー             |
| 2月27日       | ANA フォッカー 50          | エンジン整備士              | 空港車両             |
| 3月8日        | 航空自衛隊 C-1輸送機       | 施設課 技術専門官           | ランディングギア工場 |
| 3月13日       | YS-11&MRJ                  | キャビンアテンダント        | 旅客ターミナル       |
| 3月20日       | 航空自衛隊 F-15J戦闘機     | シミュレーター整備士        | 貨物設備             |
| 3月27日       | スターフライヤー A320      | 航空保安防災課 保安防災職員 | 航空灯火整備作業所   |
| 4月3日        | 新中央航空 ドルニエ228-212 | フライトアテンダント        | 消防施設             |
| 4月10日       | JAL エンブラエル170        | エアポートコンシェルジェ    | 羽田空港の未来       |